# Sainthal
Sainthal är en ort i Indien.   Den ligger i distriktet Dausa och delstaten Rajasthan, i den norra delen av landet, 200 km sydväst om huvudstaden New Delhi. Sainthal ligger 321 meter över havet och antalet invånare är 11 000.
Terrängen runt Sainthal är platt åt sydväst, men åt nordost är den kuperad. Runt Sainthal är det tätbefolkat, med 397 invånare per kvadratkilometer. Närmaste större samhälle är Dausa, 16,7 km söder om Sainthal. Trakten runt Sainthal består till största delen av jordbruksmark.